# Остермундиген
Остермундиген (нем. Ostermundigen) — коммуна в Швейцарии, в кантоне Берн. 
До 2009 года входила в состав округа Берн, с 2010 года входит в округ Берн-Миттельланд. Население составляет 17 772 человека (на 31 декабря 2019 года).Официальный код — 0363.
В Остермундигене была открыта первая зубчатая железная дорога в Европе(в 1870 году). Она использовалась чтобы перевозить камень из каменоломни.
Транспорт
В Остермундигене ездят 3 автобуса:
Номер 10 (Остермундиген-Берн-Кёниц)
Номер 28(ванкдорф-осетрмундиген-вейссенбюл)
Номер 44(боллиген-остермундиген-гюмлиген)

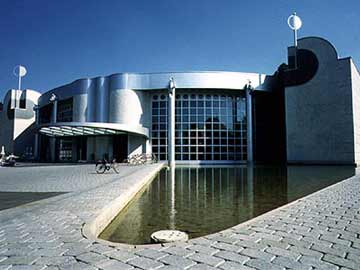
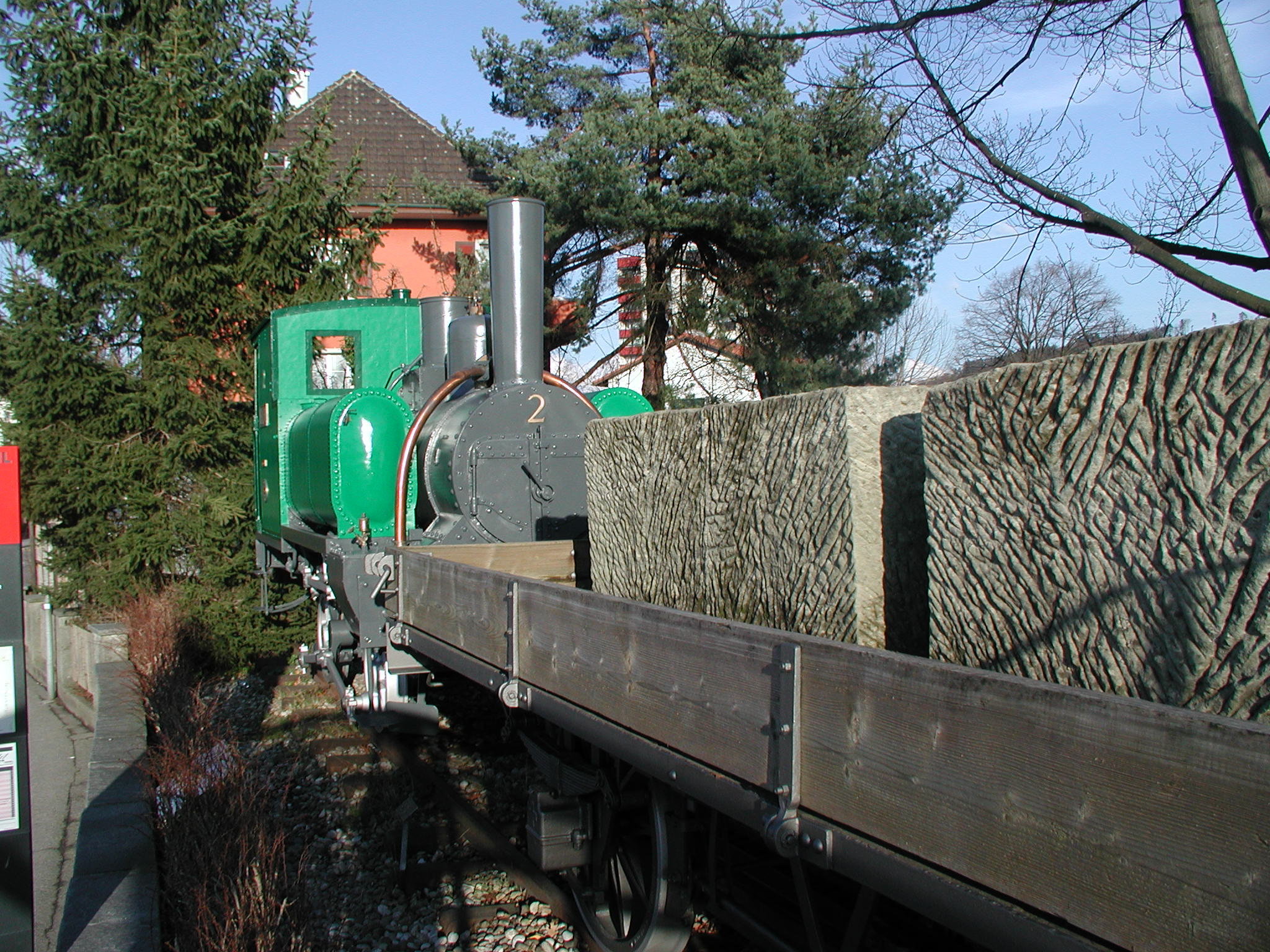

А также 2 электрички:
Номер 1 (фрибург-берн-тун)
Номер 2(лангнау-берн-лаупен)